# جيمس ديوتر
جيمس ديوتر (بالإنجليزية: James Deuter)‏ مواليد 19 مارس 1939 في شيكاغو - الوفاة 29 أغسطس 2010 في شيكاغو، هو ممثل أمريكي بدأ مسيرته الفنية سنة 1983.

## الأعمال
- ولد ريتش (1994)
- طبعة مبكرة (1996) (بدور: بوزويل)
- باي باك (1999)

## روابط خارجية
- جيمس ديوتر على موقع IMDb (الإنجليزية)
- جيمس ديوتر على موقع قاعدة بيانات الفيلم (الإنجليزية)